# Getto van Brest
Het getto van Brest was een getto opgericht door nazi-Duitsland tijdens de Tweede Wereldoorlog. Het getto, gelegen in Brest (destijds Polen, nu Wit-Rusland), werd in eerste instantie opgericht om Joden tijdelijk in te huisvesten en, net als de andere getto's, gebruikt als tussenstation voor een verdere verplaatsing van de Joden.

## Geschiedenis
Na de Duitse aanval op de Sovjet-Unie - dat Brest in het najaar van 1939 al had geannexeerd - in juni 1941, richtten de Duitsers op 16 december een getto op in Brest om Joden te concentreren. Al snel kwam het verzet in het getto op gang. Intussen was ook de definitieve beslissing gevallen om de Joden niet meer naar het oosten of een andere bestemming te deporteren, maar gingen de Duitsers over op uitroeiing. In de herfst van 1942 namen de Duitsers vrijwel alle bezittingen van de Joden af, onder bedreiging van het liquideren van het getto. Ondanks dat de Joden hieraan toegaven, werd het getto snel daarna alsnog geliquideerd. De meeste Joden kwamen om het leven op executieplaatsen net buiten de stad; de rest werd gedeporteerd naar vernietigingskampen. 
Alfabetisch op naam.  Indien een kamp meerdere rollen had, staat het in de "hoogste" groep.
Zie ook: Lijst van naziconcentratiekampen · Jappenkampen in Nederlands-Indië · Lijst van jappenkampen